# Sezze
Sezze település Olaszországban, Lazio régióban, Latina megyében. Lakosainak száma 23 697 fő (2023. január 1.). Sezze Bassiano, Carpineto Romano, Pontinia, Priverno, Roccagorga, Sermoneta és Latina községekkel határos.

## Népesség
A település lakossága az elmúlt években az alábbi módon változott:
| Lakosok száma | 24 876 | 24 954 | 23 697 |
|               | 2017   | 2018   | 2023   |